# Ynglingaresan
Ynglingaresan är en bok av Erik Asklund utgiven 1941.
Boken skildrar den fotvandring till Paris som Asklund gjorde tillsammans med sin barndomskamrat och författarkollega Josef Kjellgren 1929. Kjellgren har skildrat samma resa i sin bok På snålskjuts genom Europa (1930).

## Källa
- Erik Asklund Ynglingaresan, Albert Bonniers förlag 1941